# Correspondierende Societät der musicalischen Wissenschaften
Die Correspondierende Societät der musicalischen Wissenschaften ist eine von Lorenz Christoph Mizler 1738 gegründete virtuelle musikwissenschaftliche Gemeinschaft. Zu den Mitbegründern gehörten Giacomo de Lucchesini († 1739) und Georg Heinrich Bümler (1669–1745).

## Konzeption und Struktur

### Philosophie der Sozietät
Die Sozietät ist einerseits die erste musikwissenschaftliche Gesellschaft Deutschlands. Andererseits unterscheidet sie sich in ihrer Zielsetzung wesentlich von heutigen Einrichtungen dieser Art. Mizler initiierte unterschiedlichste musikalische Projekte, bezeichnete die Musik aber zeitlebens als sein Nebenwerk. Der „Hauptendzweck“ und der Ausgangspunkt seiner Bemühungen war eine Synthese von philosophischen und theologischen Gedanken. Das machte er beispielsweise deutlich in seinem Leipziger Vorlesungskonzept. Dieses Konzept, das Mizler an anderer Stelle als musico theologia bezeichnete, erscheint bezogen auf die Sozietät in der Einleitung zu den drei Nekrologen im vierten Band seiner Musikalischen Bibliothek. Die Prioritätensetzung der Theologie und Philosophie vor der Musik macht Mizlers gesamten Lebensentwurf verständlich, denn es war für ihn konsequent, sich bei Bedarf anderen Projekten jenseits der Musik zuzuwenden.
Mizlers theologisch-philosophische Grundgedanken unterscheiden sich wesentlich von denen konservativer Theologen. Bemühten diese bei ihren Argumentationen vor allem Zitate aus der Heiligen Schrift, so ließ Mizler die Bibel und den spezifisch christlichen Kontext in den oben genannten Konzepten unberücksichtigt. Letztlich sind dabei Unterschiede zwischen einer theologischen und philosophischen Fragestellung nicht mehr erkennbar. Es geht in beiden Fällen um die Suche nach der Wahrheit, denn die Suche nach Gott sei mit der Suche nach der Wahrheit und dem höchsten Gut identisch. An die Stelle der biblischen Offenbarung (sola scriptura) setzte Mizler das „Buch der Natur“. Damit stimmt er mit den Entwürfen der von den Aufklärern Christian Wolff und Johann Christoph Gottsched entwickelten theologia naturalis überein. In methodischer Hinsicht wird die Vernunft – genauer die demonstrative Methode Wolffs – zum Instrument der Erkenntnis.
Das Image der Sozietät wurde maßgeblich durch Mizler geprägt. Außer ihm hat kein anderes Mitglied einen erwähnenswerten Einfluss auf die Gesellschaft genommen. Insgesamt ist seine Sozietät als ein für die deutsche Aufklärung typisches Projekt zu sehen. Dass ein Satzungsparagraph explizit die Erwartung ausspricht, die Texte sollten gemäß der Lehrart und den Grundsätzen der Wolffischen Philosophie verfasst sein, ist als ein weiterer Hinweis auf die philosophische Orientierung zu werten. Es war die erklärte Absicht, „die musikalischen Wissenschaften, so wohl was die Historie anbelanget, als auch was aus der Weltweisheit, Mathematik, Redekunst und Poesie dazu gehöret, so viel als möglich ist, in vollkommenen Stand zu setzen.“

### DieMusikalische Bibliothekals Veröffentlichungsorgan
Mizlers Musikalische Bibliothek diente als Veröffentlichungsorgan der Sozietät. Hier wurden eine frühe und eine spätere Satzung veröffentlicht, außerdem die Geschichte der Gesellschaft.  Sozietätsmitglieder hatten die Möglichkeit, ihre eigenen Beiträge in der Musikalischen Bibliothek zu platzieren. Davon machten allerdings nur Christoph Gottlieb Schröter, Georg Philipp Telemann und Georg Venzky Gebrauch.
Die Satzung wurde von den ursprünglich 12 Paragraphen (1738) auf 32 Paragraphen (1746) erweitert. Die neue Fassung enthielt neue und umformulierte Passagen. Sie könnten gedeutet werden als der Lösungsversuch interner Probleme, als Ergebnisse von Diskussionen innerhalb der Gesellschaft oder mit potentiellen Mitgliedern, zu denen auch Johann Sebastian Bach gehörte. Die Mitgliederzahl wurde auf zwanzig begrenzt, überdies gab es auch noch vier Stellen für Ausländer und sechs Ehrenstellen. Auffallend sind die vielfältigen Nennungen von Mahnverfahren für Versäumnisse. Die Satzung solle „auf das genaueste“ beachtet werden und man solle in „Liebe und Höflichkeit“ miteinander umgehen. Die Bemühungen zur Verbesserung des Kassenbestandes deuten auf finanzielle Probleme der Sozietät, die auch in Briefen Mizlers an Spieß öfter angesprochen werden. Außer dem seit 1738 alle zwei Jahre zu vergebenden Preis für theoretische und praktische Arbeiten sollte nun auch die Lösung einer musikwissenschaftlichen Aufgabe mit einem Preis belohnt werden. Als Sitz der ständigen Bibliothek wurde Leipzig festgelegt. Von allen Mitgliedern sollten ein gut auf Leinwand gemaltes Bildnis und ein Lebenslauf angefertigt werden. All dies wurde koordiniert durch den ständigen Sekretär Mizler.

### Sozietätsinterne Korrespondenz
Da die Mitglieder zu weit verstreut in Deutschland und im Falle Händels sogar in England lebten, fanden keine Mitgliederversammlungen statt. Die Sozietät korrespondierte stattdessen intern mit Hilfe von Paketen, die von den Mitgliedern im Umlaufverfahren versandt wurden. Ab dem zweiten von den vermutlich zwölf Paketen wurden sie an Mizlers neue polnische Adresse geschickt. Den Inhalt erläuterte er in der Musikalischen Bibliothek. Allerdings gab es auch Pakete, deren Inhalt nicht für die Öffentlichkeit bestimmt war. Weiterhin enthielten diese Sendungen besondere Abstimmungszettel für sozietätsinterne Entscheidungen. Wurde beispielsweise ein neues Mitglied aufgenommen, erforderte dies die Zustimmung sämtlicher Mitglieder. Dieses aufwendige Procedere dauerte nicht nur im Falle Bachs ein Jahr, denn die umlaufenden Pakete wurden nicht immer zeitnah weitergeleitet.

## Sozietätsgeschichte
Mit der Sozietät war eine Kommunikationsstruktur zwischen den bedeutenden Komponisten Johann Sebastian Bach, Carl Heinrich Graun, Georg Friedrich Händel, Georg Philipp Telemann und Gottfried Heinrich Stölzel mit den Musiktheoretikern Lorenz Christoph Mizler, Christoph Gottlieb Schröter, Georg Andreas Sorge und Meinrad Spieß geschaffen worden. Bedauerlicherweise existieren heute jenseits der Musikalischen Bibliothek und den wenigen erhaltenen Briefen keine weiteren handschriftlichen Archivalien, die zum Inhalt der Kommunikation Hinweise geben könnten. Die Sozietät veröffentlichte mit dem von ihr veranlassten Nekrolog auf Bach die erste Bachbiographie. Mizler war die Vorlage des von der Satzung geforderten Bildnisses ein besonderes Anliegen. Elias Gottlob Haußmanns Bach-Porträt wäre ohne diese Initiative nicht entstanden. Das Spätwerk Bachs ist in eine enge Verbindung zur Sozietät gebracht worden, zumal die inhaltliche Übereinstimmung mit den Sozietätszielen offenkundig ist. Allerdings ist die Beweislage dazu unterschiedlich. Belegt sind die Widmung des Canon triplex a 6 Voci (BWV 1076) und die Bestimmung der Komposition Einige canonische Veraenderungen, / über das / Weynacht-Lied: / Vom Himmel hoch da / komm ich her (BWV 769). Dieses Werk legte Bach zu seinem Eintritt in die Sozietät vor. Auch das Musicalische Opfer (BWV 1079) und die Kunst der Fuge (BWV 1080) sind in einen Zusammenhang mit der Sozietät gebracht worden. So gibt es zur krebsgängigen Kreisfuge und zur „Geschicht von der Fuge, die er [Bach] vor dem König gespielt“ (Musicalisches Opfer) Mizlerquellen, die diese Vermutungen stärken.
Ein größeres Projekt der Sozietät war eine von Mizler ausgeschriebene musiktheoretische Aufgabe zum Verbot der Oktav- und Quintparallelen. Die in der Musikalischen Bibliothek veröffentlichten diesbezüglichen Schriften wurden unterzeichnet mit sozietätsinternen Namen. Der Sozietätsname Pythagoras kann eindeutig Mizler zugeordnet werden. Er befand, dass in keiner Schrift die Aufgabe zufriedenstellend gelöst worden sei.
Mizlers Bericht zum Inhalt der verschickten Pakete markiert weitere Details der Sozietätsgeschichte. Besonders belastend war der von Georg Andreas Sorge unternommene Versuch, Mizler die Position des Sekretärs streitig zu machen. Noch belastender war der von 1744 bis 1754 dauernde Streit um Telemanns Neues musikalisches System. Telemann hatte eine Teilung der Oktave in 55 Mikrointervalle vorgeschlagen, ihm waren aber offensichtlich nicht die mit einer zufrieden stellenden musiktheoretischen Beschreibung verbundenen mathematischen Probleme bekannt. Es war Sorges Verdienst, zu diesem System eine mathematische Beschreibung vorgelegt zu haben.
Ab 1754 trat die Sozietät nur noch wenig in Erscheinung. Die letzte Quelle ist eine Korrespondenz Mizlers vom 16. Februar 1761 mit einem der noch aktiven Mitglieder, Meinrad Spieß, den Musiktheoretiker Martin Gerbert in die offensichtlich formal noch existierende Sozietät aufzunehmen.

## Sozietätsbeitritte in chronologischer Reihenfolge
Die folgende Liste basiert für die Jahre 1738–1752 auf den Angaben in der Musikalischen Bibliothek
1738
1. Giacomo de Lucchesini († 1739)
2. Lorenz Christoph Mizler (1711–1778)
3. Georg Heinrich Bümler (1669–1745)
1739
4. Christoph Gottlieb Schröter (1699–1782)
5. Heinrich Bokemeyer (1679–1751)
6. Georg Philipp Telemann (1681–1767)
7. Gottfried Heinrich Stölzel (1690–1749)
1742
8. Georg Friedrich Lingke (1697–1777)
1743
9. Meinrad Spieß (1683–1761)
10. Georg Venzky (1704–1757)
12. Udalricus (Ulrich) Weiß (1713–1763)
1745
11. Georg Friedrich Händel (1685–1759), Ehrenmitglied
1746
13. Carl Heinrich Graun (1704–1759)
1747
14. Johann Sebastian Bach (1685–1750)
15. Georg Andreas Sorge (1703–1778)
16. Johann Paul Kunzen (1696–1757)
1748
17. Christian Friedrich Fischer (1698–1764)
1751
18. Johann Christian Winter (1718–1802)
1752
19. Johann Georg Kaltenbeck (vor 1752–nach 1781), Subrector und Organist in Pasewalk.
1752–1756
Die Angaben zu weiteren Mitgliedern sind teilweise widersprüchlich. In den Quellen werden folgende Mitglieder genannt:
Johann Georg Pisendel (1687–1755)
Christian Gottfried Krause (1719–1770), Cammer-Advocat in Berlin
Christoph Stoltzenberg (1690–1764), Music-Dir. in Regensburg
Caspar Ruetz (1708–1755), Cantor in Lübeck
Christian Michael Wolff (1709–1789), Capellmeister in Stettin
Büttner, Ambtsactuarius (Amtsschreiber), weitere Informationen zu Büttner liegen nicht vor.
Johann Gottlob Harrer (1703–1755), Music Director in Leipzig
Johann Georg Hoffmann (1700–1780), Cantor in Breslau